# ふるさと大使
ふるさと大使（ふるさとたいし）とは、特定の市町村の内外に住まう一般市民に対して、市町村ないし当地の観光協会などが、観光振興の広報活動を委嘱するために授ける職名または称号。

## 観光大使とふるさと大使
観光大使と混同されることもあるが、主に著名人やコンテストの優勝者を選出し、特定の広報活動のマスコットとして活動する観光大使とは異なり、ふるさと大使は一般市民の中から選出される。募集対象は地域により様々であるが、主に地域に住まう住民、或いは観光地ファンとして市町村外に住まう地方の一般市民より公募され、日常生活の中で、当地の観光PRを委嘱される。
ふるさと大使は主に、観光地を中心に市町村ないし観光協会が市町村内外の市民に広報活動を委嘱するために設置し、事務局を通じて公募する。制度の設置者は応募した者の中から、ふるさと大使を選出し、委嘱する。委嘱に際して報酬がないのが通例であり、その代わりふるさと大使の名刺、地産品の贈呈、特産品のパンフレット及び広報誌の送付を受け、任意により自由な広報活動を行うものである。
ふるさと大使の名刺を受けようとする場合、多くは無料にて交付されるが、ふるさと大使の制度の設置主体によっては名刺は自己負担の場合もある。
また、ふるさと大使は一定の任期が定められていることが通例であり、任期満了前に再任の意思確認が行われ、任期の更新が行われる。

### 「全国ふるさと大使連絡会議」の定義
当該自治体の出身者で発信力のある人や地域ゆかりの著名人らに「○○大使」等の肩書を付けて委嘱し、他地域や全国でふるさと自慢・PRを担ってもらう制度の総称としており、以下のように定義している。
- 原則、無報酬
- 委嘱団体から提供された名刺をもとに地域をPRする
- 任期は2年〜3年が多いが、無期限のところもある
- 起源は1984年（昭和59年）11月、鹿児島県の「薩摩大使」
- 自治体の首長や商工団体の長が、地元ゆかりの人物の経歴等を元に選ぶのが基本

2017年9月末現在、ふるさと大使制度は、全国で766団体、903制度あり、委嘱元の内訳は都道府県が44団体・88制度、市町村が581団体・670制度、観光協会など諸団体が141団体・145制度。

## 日本の主なふるさと大使
自治体コード順。廃止された制度を含む。受任者は網羅されていない。

### 北海道
- 旭川観光大使（北海道旭川市） - 川藤幸三
- 室蘭ふるさと大使（北海道室蘭市） - 安田顕・上野真・土田英生・堀井学・京谷和幸・野田知・吉田ルイ子・久田恵・夢輝のあ・髙橋美鈴・深川友貴 他[3]
- 釧路ファイン大使（釧路商工会議所）
- ニセコ町観光大使（北海道虻田郡ニセコ町）
- 栗山町ふるさと大使（北海道栗山町） - 栗山英樹
- 鵡川町ふるさと大使（北海道勇払郡鵡川町（現・むかわ町）
- ひがしかわ観光大使（北海道東川町） - 森崎博之

### 東北地方
- 岩木山ふるさと大使（青森県中津軽郡岩木町（現・弘前市）
- よこはまホタル大使（青森県上北郡横浜町）
- 八戸特派大使（青森県八戸市）
- 銀河系いわて大使（岩手県）
- 北三陸久慈市ふるさと大使　(岩手県久慈市)[4][5][6][7]
- 宮古市ふるさと大使（岩手県宮古市）
- しらゆり大使（岩手県北上市）
- 陸前高田ふるさと大使（岩手県陸前高田市）
- 山田町ふるさと大使（岩手県山田町）- SKE48 松村香織
- みやぎ絆大使[8][9] (宮城県）
- 伊達なわたり旅～観光親善大使（宮城県亘理郡亘理町）
- 涌谷町黄金大使（宮城県遠田郡涌谷町）- 大和優雅
- 鹿角市ふるさと大使（秋田県鹿角市）
- 北秋田市ふるさと大使（秋田県北秋田市）- 豪風旭・ハローキティ・高橋克典[10]
- 象潟町ふるさと宣伝大使（秋田県由利郡象潟町（現・にかほ市）
- 白鷹町ふるさと交流大使（山形県白鷹町）
- しゃくなげ大使（福島県）
- フロンティア大使（福島県郡山市）
- いわき応援大使（福島県いわき市）[11]
- サンシャイン大使（福島県いわき市）（2011年5月解消）[12]
- 川俣町ふるさと大使（福島県川俣町）

### 関東地方
- いばらき大使（茨城県） -大谷實・鳥居泰彦・初瀬龍平・林陽子・山本良一・雨貝二郎・北中誠・品川萬里・池辺晋一郎・石井竜也・磯山さやか・折原みと・倉田保昭・栗山富夫・来栖あつこ・三笑亭可楽・新川和江・大至伸行・大至伸行・大地康雄・寺内タケシ・中丸三千繪・那波多目功一・萩本欽一・羽田美智子・林家まる子・樋口真嗣・日吉ミミ・古谷三敏・本條秀太郎・マイク眞木・マギー司郎・宮路オサム・柳生博・柳町光男・湯原昌幸・渡辺篤史・渡辺徹・渡辺裕之・井川慶・入江隆・大久保博元・稀勢の里寛・小林昭司・小林孝至・鈴木桂治・鈴木昌・瀧本誠・富山英明・豊田泰光・広澤克実・藤島武人・細川和彦・雅山哲士・海老沢勝二・鶴田卓彦・徳大寺有恒・宮崎緑・石原信雄・小幡政人・仁平圀雄・望月薫雄・土井隆雄・踊正太郎・櫻川めぐ・檜山沙耶・他
- しろさと大使（茨城県東茨城郡城里町） - 高島礼子
- とちぎ特使（栃木県）
- ぐんま特使（群馬県）
- 月よりの使者・つきよの大使（群馬県利根郡月夜野町）
- やさい王国昭和村ふるさと大使（群馬県利根郡昭和村）
- さいたま観光大使（埼玉県さいたま市）
- 生涯学習やしお大使（埼玉県八潮市）
- 館山ふるさと大使（千葉県館山市）
- 南房総市ふるさと大使（千葉県南房総市）- KAORUKO、徳井青空、DJ KOUSAKU、高山一実
- 松戸観光大使（千葉県松戸市）- 森田仁 他
- いすみ大使（千葉県いすみ市）- 杉本敬三、増田明美、ドロンズ石本、八波一起、仮面女子、鳥塚亮
- 横須賀盛り上げ大使（神奈川県横須賀市）- EXILE橘ケンチ、EXILE TETSUYA、宇内梨沙
- 小田原ふるさと大使（神奈川県小田原市）- 小和田哲男、小宮孝泰、合田雅吏、白井貴子、杉本博司、林英哲、柳沢慎吾、柳家三三、夢枕獏、鎧塚俊彦
- 小田原評定衆（神奈川県小田原市）- 湯川れい子、林英哲、佐藤ルミナ、宮田めぐみ、童門冬二 他

### 中部地方
- にいがた観光特使（新潟県） - 相沢まき、小正裕佳子、Negicco
- 新潟市観光大使（新潟県新潟市） - 小林幸子
- いしかわ観光特使（石川県）
- とやま名誉大使（富山県）
- 立山大使（富山経済同友会）
- 福井ふるさと大使（福井県）
- 若狭おばま御食国大使（福井県小浜市）
- 鯖江ふるさと大使（福井県鯖江市）
- 伊那市ふるさと大使（長野県伊那市）
- 高遠町ふるさと大使（長野県上伊那郡高遠町（現・伊那市）
- 箕輪町ふるさと大使（長野県上伊那郡箕輪町）- 唐沢民賢
- 飯島町ふるさと大使（長野県上伊那郡飯島町）
- 木曽ふるさと大使（長野県・木曾観光連盟）
- 燦々ぬまづ大使（静岡県沼津市） - 三国連太郎ら
- 三島せせらぎ大使（静岡県三島市）
- みえの国観光大使（三重県) - 岡田卓也・井阪健一・中平幸典・奥田碩・小倉久寛・夏樹陽子・山村美智・鳥羽一郎・ドン小西・萩本欽一・磯野貴理・西野カナ 他
- 津ふるさと元気大使（三重県津市）
- 伊勢観光御師（三重県伊勢市）

### 近畿地方
- 阪南市ふるさと大使（大阪府阪南市）[13] - たむらけんじ、中川圭太、福田周平
- 福知山ドッコイセ大使（京都府福知山市） - 小橋建太、千原兄弟
- 姫路ふるさと大使（ひめじ観光大使）（兵庫県姫路市）[14]- 竹中雄大、KRD8、小西陸斗、森直美、松本麻衣子、高木広子、鄭義信、セルジオ越後、嶋尾康史など
- 源氏のふるさと大使（兵庫県川西市）
- 伊丹大使（兵庫県伊丹市）- 田中将大、南野陽子、有村架純など
- 明石ふるさと大使（兵庫県明石市）- 平愛梨、浦上浩（キッチンぷいぷい料理人）、赤江珠緒
- 明石たこ大使（兵庫県明石市）- さかなクン
- みなべ町ふるさと大使（和歌山県みなべ町） - 桂紗綾、川島ケイジ
- 和歌山市ふるさと観光大使（和歌山県和歌山市）- HYDE

### 中国地方
- とっとりふるさと大使（鳥取県）- 足立盛二郎、上田まりえ、小倉典子、桂まん我、佐々木えるざ、鷲見恵理子、ガイナーレ鳥取、瀧本美織、団長安田、トリンドル玲奈、蓮佛美沙子、松本若菜、マンボウやしろ、 MIQ、山本隆弘、山本舞香、山口陽世、平尾帆夏他
- 日南町ふるさと大使（鳥取県日野郡日南町）
- 江府町ふるさと大使（鳥取県江府町）- 松本光広、門野孝資、大沼瞳、深澤まどか
- 遣島使（島根県）- 水森かおり 、HANZO
- 島根県ご縁の国しまねPR大使（島根県）- DAIGO、玉木宏
- 松江観光大使（島根県松江市）
- 備中たかはし伝えたいし!（岡山県高梁市）井上由美子、葛城ユキ、まつもとななみ、坂口正治、Lugz&Jera、Magician SORA
- 倉敷ふるさと大使（岡山県倉敷市）- 倉田あみ[15]・H!dE[16]、児島ももこ[17]、竹内里紗、原田悠里、H!dE、吉永拓未[18]
- 津山ふるさと大使（岡山県津山市）[19] - ウエストランド
- 新見市ふるさと大使（岡山県新見市）[20] - 高田萌生、石原祐美子
- 三原市ふるさと大使（広島県三原市）- イエス玉川、川原正敏、木川眞、神山征二郎、さだやす圭、立岩文夫、豊松正文、永井郁子、にゃんたぶぅ（メンバー：森田桂介、並木のり子、 谷原章介、原晋、日向ひまわり、道原かつみ、宮脇明子、Leyona、和田琢磨）、渡辺文[21]
- 山口七夕ふるさと大使（山口県山口市）

### 四国地方
- 阿波とくしま観光大使（徳島県）- 倉科カナ・白鵬
- 伊予観光大使/いよかん大使（愛媛県）- 天野祐吉、生田正治、石丸幹二、奥島孝康、高須賀宣、友近、トワ・エ・モワ、永瀬正敏、二宮清純、林美智子、半藤一利、福地茂雄、藤岡弘、、藤原武平太、平野寿将、桝井省志、松本零士、眞鍋かをり、MAYA MAXX、みかん、水樹奈々、宮本真希、山岡三子、和牛、渡辺修、バリィさん 他
- 新居浜ふるさと観光大使（愛媛県新居浜市）- 石丸幹二、鴻上尚史、近藤勝也、高見知佳、福西崇史、水樹奈々
- ますます伊予市ふるさと観光大使（愛媛県伊予市）- 小野賢章
- 高知観光特使(高知県) -　荒木誠、安藤桃子、植松伸夫、江本孟紀、岡林裕二、岡本知高、岡本真夜、織田哲郎、西原理恵子、島崎和歌子、藤川球児、ミキ（昴生、亜生）、三山ひろし、山口裕子、山本一力、吉田類、横峯さくら、和田正人他
- 南国市観光大使（高知県南国市）- 岡林裕二、三山ひろし
- 四万十大使（高知県四万十市）- 荒木誠、井上淳哉、岡田眞善、杉本美香、堀内佳、三山ひろし、やくみつる

### 九州地方
- ルネッサンス大使（北九州商工会議所）
- 古賀市ふるさと大使（福岡県古賀市）- 博多大吉
- 吉野ヶ里大使（佐賀県）- 宮崎勇
- 長崎ふるさと大使（長崎県）- 福山雅治
- 東彼杵町ふるさと大使（長崎県東彼杵郡東彼杵町) - 仲里依紗
- わくわく親善大使（熊本県熊本市）- 朝日健太郎・有村智恵・高良健吾・古閑美保・コロッケ・島津亜矢・江一燕・末續慎吾・武田双雲・田山淳朗・寺嶋民哉・不動裕理・馬原孝浩・宮崎美子・八代亜紀・笠りつ子・ロアッソ熊本
- 高鍋町ふるさと応援大使（宮崎県高鍋町） - やす・咲妃みゆ・水野学・押川浩士・黒岩司
- 薩摩国川内大使（鹿児島県薩摩川内市）
- 南大東島観光大使（沖縄県島尻郡南大東村）